# Bönningstedt
Bönningstedt település Németországban, Schleswig-Holstein tartományban. Lakosainak száma 4570 fő (2023. december 31.). Bönningstedt Hamburg, Norderstedt és Hasloh községekkel határos.

## Népesség
A település népességének változása:
| Lakosok száma | 3035 | 4545 | 4493 | 4553 | 4593 | 4570 |
|               | 1975 | 2017 | 2019 | 2021 | 2022 | 2023 |